# Agostino Bonalumi
Agostino Bonalumi (* 10. Juli 1935 in Vimercate; † 18. September 2013 in Desio) war ein italienischer Maler, der als einer der wichtigsten Vertreter der abstrakten Kunst des 20. Jahrhunderts gilt.

## Leben

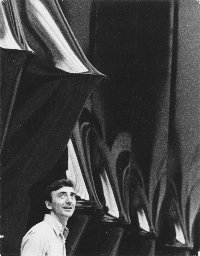
Agostino Bonalumi

Nach einem technisch-mechanischen Studium kam Bonalumi schon in jungen Jahren mit dem künstlerischen Umfeld in Mailand in Kontakt und besuchte das Atelier von Enrico Baj, wo er Lucio Fontana, Piero Manzoni und Enrico Castellani kennenlernte.
Er erkannte das Ende der dynamischen Entwicklung der informellen Kunst und arbeitete an der Zeitschrift Azimuth mit, in der er eine völlige Umkehrung der bisherigen künstlerischen Erfahrung und einen Neuanfang vorschlug, der auf einem neuen Pakt mit dem gesellschaftlichen Fortschritt beruhte.
Manzoni, Castellani und Bonalumi verwirklichten diese Neuorientierung durch die Verwendung von einfarbigen (oft ganz weißen) Leinwänden, die mit verschiedenen Techniken umgestaltet wurden, um je nach Neigung der Lichtquelle wechselnde Licht- und Schatteneffekte zu erzielen. Piero Manzoni wählte Kaolin und Baumwolle als bevorzugte Materialien für seine Achrome, während Enrico Castellani und Bonalumi die Möglichkeiten der Verformung der Leinwand mit Hilfe von Nägeln und Rippen (Castellani) bzw. mit Hilfe von Holz- und Metallschablonen hinter der Leinwand (Bonalumi) untersuchten und analysierten.
Das Werk von Agostino Bonalumi ist zwar stets dem ursprünglich gewählten künstlerischen Mittel treu geblieben, wird aber von vielen Kritikern als äußerst phantasievoll und immer wieder neu in der Schaffung von neuen und originellen Licht- und Schattenspielen angesehen. Besonders hervorzuheben sind die Arbeiten der 1970er bis 1980er Jahre, in denen perspektivische Schatten entgegen der Richtung der normalen Lichtquellen einen desorientierenden Effekt erzeugen. Diese Herangehensweise kann als ein Element des Bruchs mit den traditionellen malerischen Normen erklärt werden, denn während der Mensch in der Geschichte der Kunst immer die Perspektive studiert hat, um einen realistischen Bildeffekt zu erzielen, kehrt Bonalumi sie um oder verzerrt sie, indem er im Einklang mit der frühen Bewegung, der er angehörte, seinen eigenen persönlichen „Blickwinkel“ schafft.
Seine erste Einzelausstellung hatte er 1956 in der Galleria Totti in Mailand. Zusammen mit Castellani und Manzoni stellte er 1958 in der Galerie Pater in Mailand aus, gefolgt von weiteren Ausstellungen in Rom und Mailand. 1961 gehört er in Lausanne, in der Galerie Kasper, zu den Mitbegründern der Gruppe Nuova Scuola Europea.
1965 präsentiert Arturo Schwarz in seiner Galerie in Mailand eine Einzelausstellung von Bonalumi. 1966 begann seine Zusammenarbeit mit der Galleria del Naviglio in Mailand, die 1973 eine von Gillo Dorfles herausgegebene Monografie der Edizioni del Naviglio veröffentlicht. Ebenfalls 1966 wurde er mit einer Gruppe von Werken zur Biennale von Venedig eingeladen.
Auf der Biennale von Venedig 1970 stellte Bonalumi in einem Einzelraum aus. Auch 1966 und 1986 nahm er an der Biennale teil. Im Jahr 1980 wurden seine Werke in einer großen Einzelausstellung im Palazzo Te in Mantua gezeigt. Im Jahr 2001 wurde er mit dem Preis des Präsidenten der Republik ausgezeichnet. Im Jahr 2002 präsentierte er opera ambiente im Guggenheim Museum in Venedig. Er stellte auch auf der Biennale von São Paulo in Brasilien (1966), auf der Biennale von Paris (1968) und im Museum of Art Fort Lauderdale, Florida, im Jahr 1981 aus, neben vielen anderen ihm gewidmeten Ausstellungen.
Im Jahr 2006 wurde er mit dem Preis Künstler des Jahres ausgezeichnet.
Bonalumis Werke sind bei Sammlern in der ganzen Welt begehrt, und er wird ständig auf den renommiertesten Auktionen gehandelt, wie zum Beispiel bei den berühmten „Italian Sales“ in London. Nicht weniger wichtig ist die poetische Tätigkeit von Agostino Bonalumi, der zwischen 2000 und 2010 sechs Gedichtbände veröffentlicht hat: scherzo io (Colophon, 2000); Da te ascolto tornare le cose (mit einem Beitrag von Concetto Pozzati), (Book Editore, 2001); Difficile cogliarsi (Edizioni Il Bulino, 2002); Giusto provarci (Colophon, 2006); è stato un nulla (Book Editore, 2008); Difficile esserci (Vanillaedizioni, 2010).
Im Jahr 2018 widmete ihm der Palazzo Reale in Mailand in Zusammenarbeit mit dem Museo del Novecento die Ausstellung Bonalumi 1958–2013, eine Übersichtsausstellung mit über 120 Werken.

## Agostino Bonalumi in Museen
- Fondazione Biscozzi Rimbaud, Lecce
- Museo Madre, Neapel
- Collezione Roberto Casamonti, Florenz